# Eisteddfod Nacional de Cardiff 2018
El Eisteddfod Nacional de Cardiff de 2018 se llevó a cabo en la Bahía de Cardiff, Gales, del 3 al 11 de agosto de 2018. Fue la séptima vez que el Eisteddfod Nacional de Gales se celebró en Cardiff. El evento de 2018 fue anunciado como el Eisteddfod "Sin vallas" porque prescindió del tradicional 'Maes' cerrado o de las tarifas de entrada al lugar del evento. Aunque generó una pérdida de £290,000, su popularidad llevó a la sugerencia de futuros Eisteddfods sin vallas.

## Antecedentes
El Eisteddfod Nacional de Gales se ha celebrado todos los años (con la excepción de 1914) desde 1861. Es organizado por una región diferente de Gales cada año. Desde 1950, todas las competiciones se han llevado a cabo en galés. Se realizan alrededor de 6,000 competiciones, en poesía, música, danza, drama y literatura, lo que le otorga el título de ser el festival de música y poesía más grande de Europa. Los eventos principales de competición son el Coronamiento del Bardo y el Encarcelamiento del Bardo.
El Eisteddfod de 2018 fue la séptima vez que se celebraba en Cardiff. Se llevó a cabo por primera vez en Cardiff en 1883, posteriormente en 1899, 1938, 1960, 1978 y 2008. El Eisteddfod de Cardiff de 2008 se llevó a cabo en Pontcanna Fields, con un 'Maes' (terreno del festival) cercado tradicional.

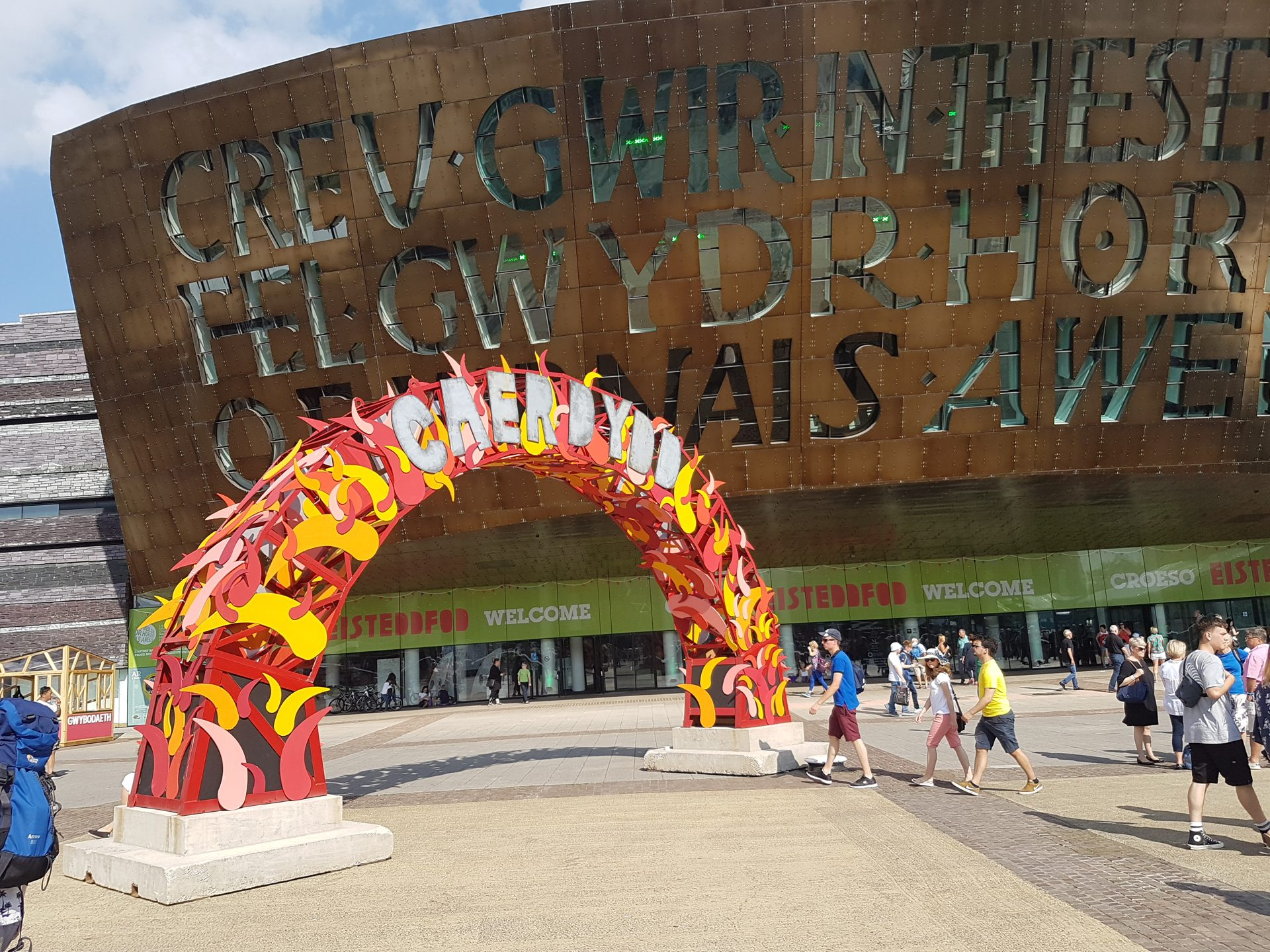
Arco decorativo para el Eisteddfod frente al Centro del Milenio de Gales, para el Eisteddfod Nacional de Gales Cardiff 2018 celebrado en la Bahía de Cardiff

## Preparativos
En agosto de 2015, el director ejecutivo del Eisteddfod, Elfed Roberts, anunció que estaba en conversaciones con el Consejo de Cardiff sobre la idea de celebrar el evento de 2018 en edificios permanentes en el centro de la ciudad de Cardiff, en lugar del tradicional Maes. En abril de 2016, el Eisteddfod respaldó los planes, como un experimento de un año para atraer a más visitantes, aunque el evento se llevaría a cabo en la Bahía de Cardiff en lugar del centro de la ciudad. Se utilizarían edificios existentes en el área de la Bahía, como el Centro Milenio de Gales. El plan fue diseñado para evitar costos de alquiler y reparación, posiblemente de hasta £500,000, necesarios para ubicar nuevamente el Eisteddfod en uno de los parques públicos.
El objetivo de recaudación de fondos de £320,000 se había alcanzado un mes antes de que comenzara el Eisteddfod.

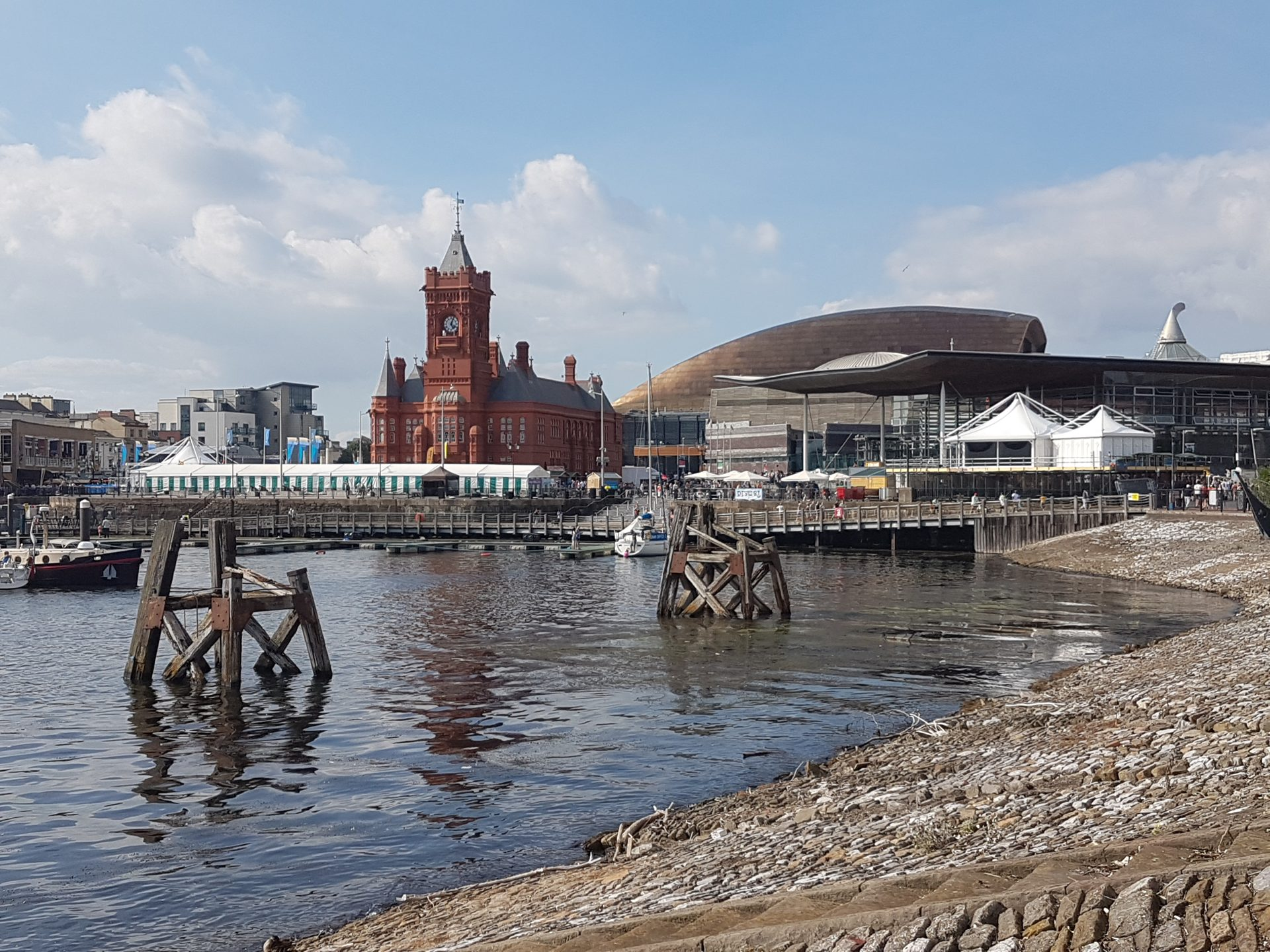
Carpas del Eisteddfod Nacional en la Bahía de Cardiff.

## El Maes
Los principales lugares del evento del Maes estaban ubicados alrededor de la Plaza Roald Dahl y la marina de la Bahía de Cardiff. El Centro del Milenio de Gales se convirtió en el principal 'Pabellón' y 'Y Babell Lên' (Pabellón de Literatura), con entradas diarias disponibles por £10. El Edificio Pierhead albergó una exposición de arte del 80º aniversario por la Sociedad de Arte Contemporáneo de Gales. También desempeñó el papel de 'Maes D' (el Área para Aprendices), llamado 'Shw'mae Caerdydd' en 2018.
El edificio Senedd albergó 'Y Lle Celf' con exposiciones del mejor arte contemporáneo, artesanía y diseño de Gales.
Las salas de reuniones del Senedd también se convirtieron en Pabellones de Sociedades.
El 'Maes B', tradicionalmente el evento de música pop y rock, se llevó a cabo en el edificio vacío de la Experiencia de Doctor Who. 'Caffi Maes B', 'Ty Gwerin' (música folclórica) y 'Sinemaes' (el cine) se llevaron a cabo en grandes carpas cercanas.
El Colegio de Música y Drama de Gales celebró conciertos de música de arpa, piano y viento madera en la Iglesia Noruega.
Coronau, una exposición de coronas anteriores del Eisteddfod Nacional, tuvo lugar en Craft in the Bay.
Se ofrecía camping más lejos, con 338 plazas de camping para familias en Pontcanna Fields y el campamento 'Maes B' (para jóvenes juerguistas) en la Escuela Secundaria Fitzalan en Leckwith.

## Consecuencias
En noviembre se anunció que el Eisteddfod de Cardiff había sufrido una pérdida total de £290,000. Esto se debió en gran parte a los requisitos de seguridad adicionales del evento abierto. El festival costó £4 millones en total. Se estima que asistieron al Eisteddfod alrededor de 500,000 visitantes, tres veces más que en el evento de 2017. Antes de 2018, el Eisteddfod Nacional había obtenido beneficios cada año desde 2012, con un excedente de £93,000 en 2017 a pesar de que el festival de Anglesey casi fue cancelado debido al clima. El consejo del Eisteddfod señaló que se necesitaría más financiación pública para financiar el aspecto turístico y hacer que eventos similares abiertos sean viables en el futuro.
En octubre de 2018, se celebró una reunión pública en Caernarfon para promover la idea de celebrar el Eisteddfod Nacional de 2021 en la ciudad utilizando edificios permanentes existentes.
En mayo de 2019, el Eisteddfod Nacional de Urdd celebró su primer festival sin tarifas de entrada, que también tuvo lugar en la Bahía de Cardiff, con más de 100 puestos.
El Eisteddfod Nacional de 2019 volvió al Maes cercado habitual con tarifas de entrada diarias de £20 para los visitantes. Sin embargo, la miembro de la Asamblea de Ceredigion, Elin Jones, anunció que estaba interesada en apoyar un Eisteddfod sin vallas para el evento de 2020 en Tregaron.